# سيموني ماثيو
سيموني ماثيو (بالفرنسية: Simonne Mathieu)‏ مواليد 31 يناير 1908 في نويي-سور-سين، هوت دو سين، فرنسا - الوفاة 07 يناير 1980، كانت لاعبة كرة مضرب فرنسية. كما أنها إحدى بطلات الجراند سلام. أعلى تصنيف لها في الفردي كان المركز الـ 3 في سنة 1932.

## بطولات حققتها
- بطولة ويمبلدون

## الخط الزمني للفردي
مفتاح
| ف | ن | ن.ن | ر.ن | د# | د.م | ل | أ.أ | ت | غ | ب | ف | ذ | م.خ | ل.ت |

(ف) فاز بالبطولة (ن) وصل النهائي (ن.ن) نصف النهائي (ر.ن) ربع النهائي (د#) الأدوار الأربعة الأولى (د.م) دور المجموعات (ل) شارك في كأس ديفيز (أ.أ) خرج من الأدوار الاولى (ت) خسر التصفيات التأهيلية (غ) غاب عن الحدث أو البطولة (ب) حصل على ميدالية برونزية (ف) حصل على ميدالية فضية (ذ) حصل على ميدالية ذهبية (م.خ) بطولة الماسترز خُفضت إلى مرتبة أقل (ل.ت) البطولة لم تعقد في السنة المعينة.
لتجنب الارتباك وازدواجية الحساب، يتم تحديث هذه المعلومات إما في نهاية البطولة، أو عندما تكون مشاركة اللاعب في البطولة قد انتهت.
| الدورة           | 1925  | 1926  | 1927  | 1928  | 1929  | 1930  | 1931  | 1932  | 1933  | 1934  | 1935  | 1936  | 1937  | 1938  | 1939  | 1940  | 1941 – 1944 | 1945  | 19461 | إجمالي ف/م |
| ---------------- | ----- | ----- | ----- | ----- | ----- | ----- | ----- | ----- | ----- | ----- | ----- | ----- | ----- | ----- | ----- | ----- | ----------- | ----- | ----- | ---------- |
| أستراليا         | غ     | غ     | غ     | غ     | غ     | غ     | غ     | غ     | غ     | غ     | غ     | غ     | غ     | غ     | غ     | غ     | ل.ت         | ل.ت   | غ     | 0 / 0      |
| فرنسا            | ر.ن   | ر.ن   | د3    | غ     | ن     | ر.ن   | ر.ن   | ن     | ن     | ن.ن   | ن     | ن     | ن     | ف     | ف     | ل.ت   | د           | غ     | غ     | 2 / 14     |
| بطولة ويمبلدون   | غ     | د1    | د2    | غ     | د3    | ن.ن   | ن.ن   | ن.ن   | ر.ن   | ن.ن   | ر.ن   | ن.ن   | ن.ن   | ر.ن   | ر.ن   | ل.ت   | ل.ت         | ل.ت   | د1    | 0 / 14     |
| الولايات المتحدة | غ     | غ     | غ     | غ     | غ     | غ     | غ     | غ     | غ     | غ     | غ     | غ     | غ     | ر.ن   | د1    | غ     | غ           | غ     | غ     | 0 / 2      |
| م.ف              | 0 / 1 | 0 / 2 | 0 / 2 | 0 / 0 | 0 / 2 | 0 / 2 | 0 / 2 | 0 / 2 | 0 / 2 | 0 / 2 | 0 / 2 | 0 / 2 | 0 / 2 | 1 / 3 | 1 / 3 | 0 / 0 | 0 / 0       | 0 / 0 | 0 / 1 | 2 / 30     |

- إجمالي ف / م = إجمالي الفوز والمشاركة

## روابط خارجية
- سيموني ماثيو على موقع قاعة مشاهير كرة المضرب الدولية (الإنجليزية)
- سيموني ماثيو على موقع بطولة ويمبلدون (الإنجليزية)
- سيموني ماثيو على موقع خلاصة التنس.كوم (الإنجليزية)